# Arlevad
Arlevad (dansk) eller Arlewatt (tysk) er en landsby og kommune beliggende ved Arlåen nord for Husum på gesten i Sydslesvig. Administrativt hører kommunen under Nordfrislands kreds i den nordtyske delstat Slesvig-Holsten. Kommunen samarbejder på administrativt plan med andre kommuner i omegnen i Nordsø-Trene kommunefællesskab (Amt Nordsee-Treene). I kirkelig henseende hører Arlevad under Olderup Sogn. Sognet lå i Sønder Gøs Herred (Husum Amt, Sønderjylland), da området tilhørte Danmark.
Arlevad er første gang nævnt 1466. Stednavnet beskriver beliggenheden ved vadestedet over Arlåen. Landsbyen har givet navn til det tidligere Arlevad gods. Til kommunen hører også Arlevadhede (også benævnt Hedehusene, Arlewatt-Heide), Arlevadgaard (Arlewatt Hof) og Arlevadmark (Arlewatt-Feld).